# José Repollés Aguilar
José Repollés Aguilar (Calanda, Teruel, 1914 - Barcelona, 1985) fue un escritor español, prolífico autor de obras de carácter popular, quien en ocasiones escribió bajo seudónimo.

## Biografía
Laboró en el curso de una anónima andadura en los más variados géneros: guionista de historietas -fue guionista de La canción de Joselito (1956) y de la Historia de los deportes (1962), de los historietistas Rodrigo Rodríguez Comos y Francisco Díaz Villagrasa, respectivamente; divulgador científico -El amor en los pueblos primitivos-; historiador popular -Historia de España-; hábil escritor de temas sensacionalistas -Los médicos asesinos-; poeta local -alcanzó cierta nombradía en su Calanda natal-; etcétera. Entre sus temas recurrentes proliferan los referentes al mundo del ocultismo y la sexualidad humana.

## Obras (Selección)
Su ingente producción, comprende, entre otros, los siguientes títulos publicados:
- Ali Bey: un viajero fabuloso
- Atrocidades de la Gestapo
- Cómo predecir el futuro: manual completo de artes adivinatorias
- El amor en los pueblos primitivos
- El amor en Suecia
- El amor y el pecado en Europa
- El erotismo entre los europeos
- El reino mineral
- El tabú sexual
- Exorcismos
- Interpretación de los sueños
- Juan Carlos I, Rey de España
- La astrología influye en su vida
- La brujería actual
- La memoria
- La personalidad al desnudo: quiromancia, fisiognomía, grafología
- La vida erótica de Hitler
- Los astros y los hijos
- Los médicos asesinos
- Manual práctico de adivinación

### Bajo el seudónimo Joseph Lacier
- Alejandro Magno.
- El Cid campeador.
- Gengis Kan.
- Historia de África.
- Historia de los deportes.
- Joselito en el Oeste.
- Ricardo Corazón de León.